# Elke Karsten
Elke Josseline Karsten (Quilmes, 1995. május 15. –) argentin válogatott kézilabdázó,irányító, a magyar Debreceni VSC játékosa.

## Pályafutása

### Klubcsapatokban
Nyolcévesen kezdett el kézilabdázni az argentin Asociación Alemana de Cultura Física de Quilmes. 2016 januárjában igazolt Európába és a spanyol Málaga Costa del Sol játékosa lett. Egy idényt töltött a klubnál, majd a szintén spanyol Bera Bera együttesében folytatta pályafutását. 2018-ban bajnokságot nyert a csapattal. 2019 márciusában igazolta le a magyar élvonalban szereplő Debrecen.

### A válogatottban
2014-ben az U20-as Pánamerikai kézilabda-bajnokságon a torna All Star csapatába választották, 2017-ben pedig az argentin felnőtt válogatottal ezüstérmes lett a sorozatban. 2015-ben a Torontóban rendezett Pánamerikai játékokon ezüstérmet nyert a válogatottal. Négy világbajnokságon szerepelt a nemzeti csapattal, 2016-ban részt vett a riói olimpián. A 2021-es világbajnokságon 43 góljával az argentin válogatott legeredményesebb játékosa volt. Ugyanebben az évben a dél-és közép-amerikai válogatottak kontinenstornáján bejutott a döntőbe a nemzeti csapattal, és beválasztották a torna All-Star-csapatába is.

## Sikerei, díjai
Bera Bera
- Spanyol bajnok: 2017-2018